# Ладигіно (Курська область)
Ладигіно (рос. Ладыгино) — присілок в Дмитрієвському районі Курської області Російської Федерації.
Населення становить 284 особи. Входить до складу муніципального утворення Крупецька сільрада.

## Історія
Населений пункт розташований на території українського етнічного та культурного краю Східна Слобожанщина.
Від 2004 року входить до складу муніципального утворення Крупецька сільрада.

## Населення
| 1862 | 2002 | 2010 |
| ---- | ---- | ---- |
| 588  | ↘327 | ↘284 |